# Романово (Пригородное сельское поселение)
Рома́ново — село в Переславском районе Ярославской области, входит в Пригородное сельское поселение. 

## География
Расположено при озере Вашутинском.

## История
В начале XVIII века село принадлежало Михаилу Матвееву Еропкину. В 1707 году М. М. Еропкин устроил здесь церковь во имя святого Николая Чудотворца.
В 1765 году начата была постройкою новая деревянная церковь в честь того же святого, но во время самой постройки она сгорела. После пожара была найдена неповреждённою Тихвинская икона Божией Матери. В честь этой иконы и освящена была церковь, построенная в 1768 году на месте погоревшей.
В 1848 году устроен каменный храм. Престолов в нём два: в холодном в честь Тихвинской иконы Божией Матери, в трапезе тёплой во имя святого Николая Чудотворца.
В селе Половецком была школа грамоты.

## Население
| 1859 | 1905 |
| ---- | ---- |
| 103  | 92   |

| 1859 | 1905 | 1926 | 2007 | 2010 |
| ---- | ---- | ---- | ---- | ---- |
| 103  | ↘92  | ↗140 | ↘9   | ↘5   |